# Чад на Олимпијским играма
Чад се први пут појавио на Олимпијским играма 1964. године и од тада Того је пропустио само две наредне Летње олимпијске игре. На игре које су одржане 1976. се придружио бојкоту Новог Зеланда од стране афричких земаља а 1980. се придружио бојкоту московске олимпијаде који су предводиле САД.
На Зимске олимпијске игре Чад никада није слао своје представнике. Представници Чада, закључно са Олимпијским играма одржаним 2008. године у Пекингу, нису освојили ниједну олимпијску медаљу.
Национални олимпијски комитет Чада (Comité Olympique et Sportif Tchadien) је основан 1963. а признат од стране Међународног олимпијског комитета 1964. године.

## Медаље

### Освојене медаље на ЛОИ
| Учешће и освојене медаље Чада на ЛОИ |                     |                     |                     |                     |                     |                     |                     |                     |                     |                     |
| ЛОИ                                  | Носилац заставе     | Учешће              | Муш.                | Жене                | спорт.              | Злато               | Сребро              | Бронза              | Укупно              | Ранг                |
| 1964 Токио                           |                     |                     |                     |                     |                     | 0                   | 0                   | 0                   | 0                   |                     |
| 1968 Мексико Сити                    |                     |                     |                     |                     |                     | 0                   | 0                   | 0                   | 0                   |                     |
| 1972 Минхен                          |                     |                     |                     |                     |                     | 0                   | 0                   | 0                   | 0                   |                     |
| 1976 Монтреал                        | Чад није учествовао | Чад није учествовао | Чад није учествовао | Чад није учествовао | Чад није учествовао | Чад није учествовао | Чад није учествовао | Чад није учествовао | Чад није учествовао | Чад није учествовао |
| 1980 Москва                          | Чад није учествовао | Чад није учествовао | Чад није учествовао | Чад није учествовао | Чад није учествовао | Чад није учествовао | Чад није учествовао | Чад није учествовао | Чад није учествовао | Чад није учествовао |
| 1984 Лос Анђелес                     |                     |                     |                     |                     |                     | 0                   | 0                   | 0                   | 0                   |                     |
| 1988 Сеул                            |                     |                     |                     |                     |                     | 0                   | 0                   | 0                   | 0                   |                     |
| 1992 Барселона                       |                     |                     |                     |                     |                     | 0                   | 0                   | 0                   | 0                   |                     |
| 1996 Атланта                         |                     |                     |                     |                     |                     | 0                   | 0                   | 0                   | 0                   |                     |
| 2000 Сиднеј                          |                     |                     |                     |                     |                     | 0                   | 0                   | 0                   | 0                   |                     |
| 2004 Атина                           |                     |                     |                     |                     |                     | 0                   | 0                   | 0                   | 0                   |                     |
| 2008 Пекинг                          |                     |                     |                     |                     |                     | 0                   | 0                   | 0                   | 0                   |                     |
| 2012 Лондон                          |                     |                     |                     |                     |                     | 0                   | 0                   | 0                   | 0                   |                     |
| 2016 Рио де Жанеиро                  |                     |                     |                     |                     |                     | 0                   | 0                   | 0                   | 0                   |                     |
| 2020. Токио                          |                     |                     |                     |                     |                     |                     |                     |                     |                     |                     |
| 2024. Париз                          |                     |                     |                     |                     |                     |                     |                     |                     |                     |                     |
| 2028. Лос Анђелес                    | предстојећи догађај |                     |                     |                     |                     |                     |                     |                     |                     |                     |
| 2032. Бризбејн                       | предстојећи догађај |                     |                     |                     |                     |                     |                     |                     |                     |                     |
| Укупно                               |                     |                     |                     |                     |                     | 0                   | 0                   | 0                   | 0                   |                     |